# Verre de sécurité

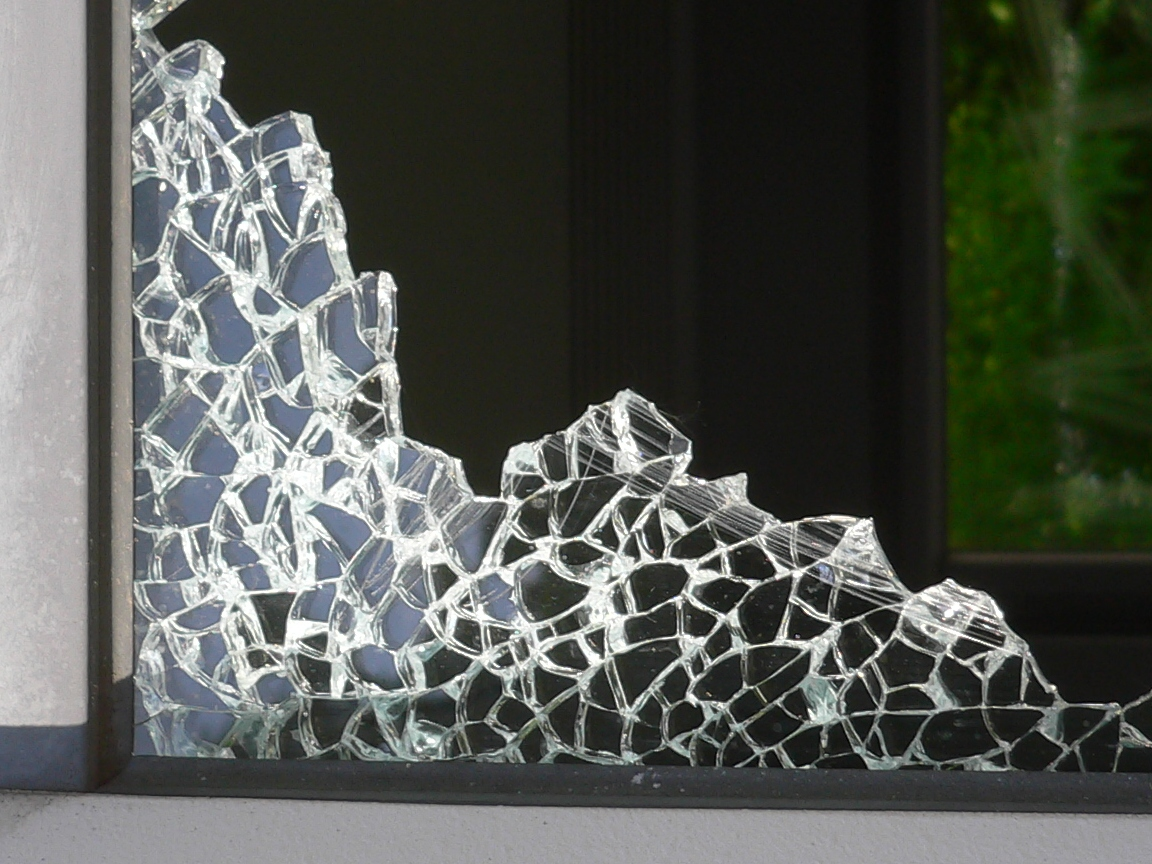
Verre de sécurité vandalisé : il présente très peu d'angles tranchants.

Un verre de sécurité est un verre avec des fonctionnalités de sécurité supplémentaires qui le rendent moins susceptible de se briser ou moins susceptible de constituer une menace lorsqu'il casse.

## Utilisations
Les verres de sécurité sont surtout utilisés dans la construction, dans les véhicules routiers et dans les navires.

## Typologie
Un verre de sécurité peut être :
- un verre trempé : utilisé notamment pour les hublots et fenêtres rectangulaires des navires[3] et pour les vitres latérales des voitures ;
- un verre feuilleté : utilisé pour le pare-brise des voitures ;
  - un verre blindé : utilisé notamment pour les vitrines contre l'effraction, ou comme protection pare-balles ;
- un verre sur lequel un film a été collé ;
- un verre armé ;
- un verre profilé.

Plusieurs de ces approches peuvent être combinées, permettant par exemple de fabriquer un verre feuilleté et trempé en même temps.
Le verre armé est de moins en moins utilisé ; on lui préfère le verre feuilleté bien plus résistant et sécurisant.
Le verre blindé est un type de verre feuilleté avec une grande résistance.

## Législation et règlement
Dans l'automobile, le verre de sécurité est concerné par le règlement technique mondial 6 : Vitrages de sécurité pour véhicules à moteurs et leurs équipements, inscrit le 12 mars 2008 au registre mondial.